# 교황 요한 23세 병원
교황 요한 23세 병원(이탈리아어: ospedale Papa Giovanni XXIII)은 베르가모에서 가장 중요한 병원 구조이다.
2000년부터 설계되어 2012년 12월에 개관하여 이전 베르가모 복합병원(이탈리아어: Ospedali Riuniti di Bergamo)의 새 병원 법인(이탈리아어: azienda ospedaliera)의 장소로 사용되었다.
밀라노-비꼬까 대학교의 영어 의대는 베르가모시의 교황 요한 23세 병원에 있다.

## 같이 보기
- 밀라노-비꼬까 대학교
- it:Ospedali Riuniti di Bergamo
- it:azienda ospedaliera
- 베르가모도
- 교황 요한 23세